# Połać Skwira
Połać Skwira – skała na wierzchowinie Wyżyny Olkuskiej. Znajduje się w grupie Słonecznych Skał na orograficznie prawym zboczu Doliny Szklarki, w obrębie miejscowości Jerzmanowice, w odległości około 2 km na południowy wschód od szosy z Krakowa do Olkusza. Należy do tzw. Ostańców Jerzmanowickich. Wszystkie ostańce wchodzące w skład Słonecznych Skał są pomnikami przyrody.
Połać Skwira znajduje się na otwartym terenie w zachodnim murze skalnym Sokołowych Skał, pomiędzy Soczewką Filarkiem Bularza. Ma wysokość 8–12 m. Podobnie jak pozostałe Słoneczne Skały zbudowana jest z twardych wapieni skalistych. Ma ściany połogie lub pionowe z filarem i kominem.

## Drogi wspinaczkowe
Na Połaci Skwira uprawiana jest wspinaczka skalna. Na zachodniej ścianie jest 11 dróg wspinaczkowych o trudności od II do VI w skali krakowskiej. Część z nich ma zamontowane stałe punkty asekuracyjne: ringi (r) i dwa ringi zjazdowe (drz).
Połać Skwira I
1. Wejściowa; IV, 8 m
2. Na wszelki wypadek; IV, 8 m
3. Lunatyk; 2r + drz, VI, 8 m
4. Druga strona Księżyca; 3r + drz, V+, 8 m

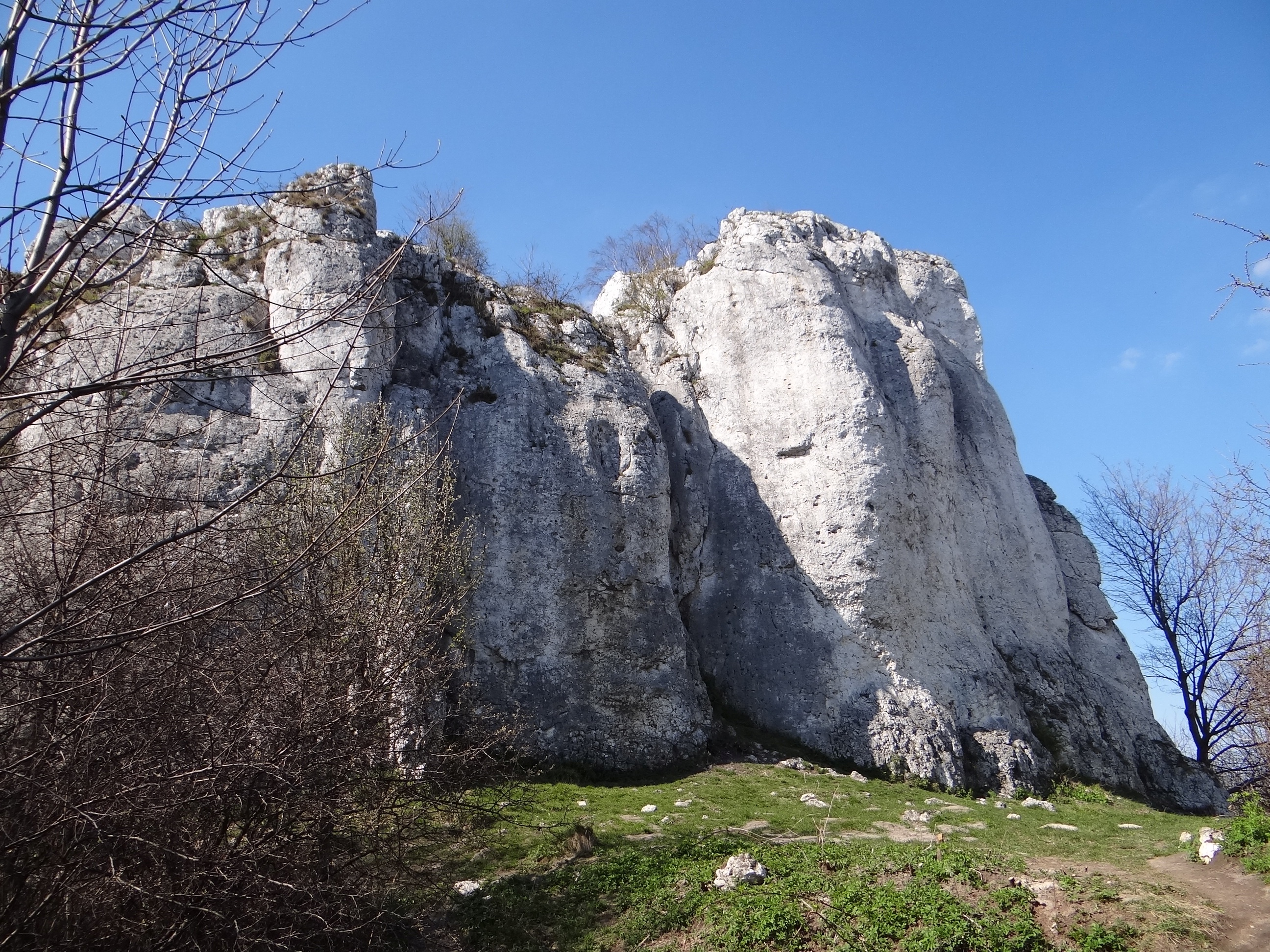
Połać Skwira i Filarek Bularza

5. Rysia; 2r + drz, V-, 8 m
6. Rysa Hektora; 4r + drz, IV+, 10 m
7. Pięta Achillesa; 4r + drz, 10 m

Połać Skwira II
1. Tylny komin; III, 10 m
2. Papa tyczek; IV, 10 m
3. Drugi komin; II, 10 m
4. Luz bluszcz; 5r + drz, IV+, 12 m[3].